# You Can Leave Your Hat On
«You Can Leave Your Hat On» песня, написанная Рэнди Ньюманом и выпущенная в 1972 году на альбоме Sail Away.

## ВерсияДжо Кокера
Джо Кокер записал сингл «You Can Leave Your Hat On» для альбома 1986 года Cocker. Выпущенный сингл в исполнении Кокера занял 35 место в чарте журнала Billboard и был использован в фильме Эдриана Лайнa «Девять с половиной недель» во время сцены стриптиза. В 1996 году Кокер записал более лёгкую версию песни, вошедшую в альбом Organic.
Клип был создан из кадров фильма «Девять с половиной недель» и съёмок группы Джо Кокера, исполняющей песню. В некоторых странах сама песня считается гимном стриптиза и используется как в женском, так и в мужском стриптизе.

### Personnel
- Джо Кокер — вокал
- Ричи Зито — продюсер, гитара
- Артур Барроу — синтезатор, бас
- Майк Бэйрд — ударные
- Дик Хайд — Валторна
- Джоэл Пескин — Валторна
- Стив Мадейо — Валторна
- Elisecia Wright — бэк-вокал
- Джулия Тилман Уотерс — бэк-вокал
- Максин Грин — бэк-вокал[2]